# رامسر
رامسَر از شهرهای استان مازندران در شمال ایران است. رامسر از سمت شرق به شیرود، از غرب به شهر چابکسر و دهستان اوشیان استان گیلان، از جنوب به کوه‌های البرز و از شمال به دریای مازندران محدود است. شهر رامسر در غرب مازندران قرار دارد.

## وجه تسمیه
نام قدیم رامسر، سخت‌سر بوده‌است. سخت‌سر یکی از بلوکات ۹ گانه ولایت تنکابن به مرکزیت خرم‌آباد بود.
در سبب نام گذاری این مکان به سخت سر آرای مختلفی وجود دارد که مشهورترین آنها این است که مردم این ناحیه در برابر حاکمان ستمگر سرسخت و مقاوم بودند. همچنین برخی وجود گِلهای چسبنده (به گویش محلی سَختِه) را که موجب دشواری عبور و مرور می‌شد، علت این نام گذاری دانسته‌اند.
به استناد مصوبه هیئت وزیران در تاریخ ۱۳۱۴/۳/۸ براساس تصویب نامهٔ شماره ۳۱۸/۶۵۰۲ سخت سر به نام به رام سر یا رامسر تغییر یافت که وجود تسمیه آن یعنی شهر آرام شده‌است.
پس از پیروزی انقلاب اسلامی ایران، رامسر چند وقتی سخت سر خوانده شد که با اعتراض ساکنان شهر بار دیگر رامسر نام گرفت.

## پیشینه
سختسر قبل از دوره میلاد تابع حاکمانی بود که بر گیلان و مازندران حکومت می‌کردند. در اواسط قرن هشتم هجری قمری سخت سر دارای حکومت مستقل شد و «سید رکابزن کیا حسنی» بر آن حکومت می‌کرد و «سفید تمشک» حد غربی آن بود. در زمامداری زندیان سخت سر و تنکابن برای مدتی از خاک مازندران جدا گردید و به امرای گیلان سپرده شد. با ظهور قاجاریه و اقدامات مهدی خان خلابر، سخت سر و تنکابن از گیلان آزاد گشتند، و ولایت مجاور آن شامل گرجیان، کلاج کوه و تنهیجان توسعه یافت و نسارود مرز شرقی و قزوین مرز جنوبی آن شد.

## تقسیمات کشوری
رامسر سابقاً جزئی از شهرستان تنکابن بوده که در سال ۱۳۶۴ طبق تقسیمات جدید کشوری از این شهرستان جدا شده‌است.
در سال ۱۳۱۱ شمسی رامسر وسعت چندانی نداشت و یکی از بلوک‌های تنکابن بود، در آن موقع ۴۴ روستا و مساحت کل آن یک فرسنگ و نیم و جمعیت آن ۷۴۱۳ نفر بود.
از سال ۱۳۶۴ رامسر از تنکابن جدا گردیده و به صورت شهرستان ارتقا یافت و دارای دو بخش، دو شهر، چهار دهستان و ۲۰۰ روستا و آبادی می‌باشد. شهرهای آن عبارتند از: رامسر، کتالم و سادات‌شهر؛ دهستانهای آن عبارتند از: جنت رودبار با ۶۳ آبادی و روستا، چهل شهید با ۴۳ آبادی و روستا، سخت سر با ۹۴ آبادی و روستا، و اشکور با ۱۱ روستا و آبادی.

### حدود مازندران
بر سر این که مازندران از ابتدا همین سرزمین کنونی بوده باشد، اختلاف نظر وجود دارد. تا قرن‌ها نام ناحیه‌ای، که بخش اصلی آن را استان مازندران کنونی تشکیل می‌داده، «تپوری» یا «تپورستان» یا «طبرستان» بوده‌است که برگرفته از نام قوم باستانی تپورها می‌باشد که در مازندران سکونت داشتند و پس از اسلام طبری نامیده شدند. این قوم پیش از ورود آریایی‌ها در کنار آماردها قومیت اصلی منطقه بوده‌است. بعدها عبارت مازندران به نواحی جلگهای جنوب دریای خزر اطلاق شد و در کنار طبرستان (برای نواحی کوهپایه‌ای) استفاده می‌شود. متأخر بودن نام مازندران برای این ناحیه این تردید را به وجود آورده‌است که مازندران در شاهنامه فردوسی به سرزمینی که اکنون مازندران نامیده می‌شود، اطلاق نمی‌گردد. صادق کیا مطابق با نظر ظهیرالدین مرعشی مازندران را بخشی از طبرستان می‌داند و به گفته وی طبرستان شامل دو ولایت مازندران و گرگان می‌شد و از دیناره جاری تا ملاط لنگرود بخشی از طبرستان بود و طبرستان به دو ولایت کوچک‌تر به نام مازندران و گرگان تقسیم می‌شد و از بیشه انجدان تا ملاط لنگرود بخشی از مازندران بود و از بیشه انجدان تا دیناره جاری بخشی از گرگان بود.
ظهیرالدین مرعشی در کتاب تاریخ طبرستان و رویان و مازندران می‌نویسد: حد طبرستان از طرف شرقی دیناره‌جاری و از طرف غربی ملاط که آن قریه شهر هوسم که اکنون به فرضه روده‌سر اشتهارد دارد. حد مازندران از طرف شرقی بیشه انجدان می‌باشد و از طرف غربی ملاط می‌باشد. حد گرگان حالیا که به استرآباد مشهور است و اصلاً دهستان می‌گفتند شرقی دیناره جاری است که حد شرقی تمام طبرستان است و غربی انجدان که حد شرقی مازندران است. به گفتهٔ ظهیرالدین مرعشی مازندران بخشی از طبرستان است و سرزمین طبرستان، گرگان و مازندران هر دو را در بر می‌گرفت.
یاقوت حموی در معجم البلدان ذیل کلمه مازندران و طبرستان می‌نویسد: «طبرستان معروف به مازندران است و نمی‌دانم از کی به مازندران نامیده شده‌است و آن نامی است که ما آن را در کتاب‌های قدیم نیافتیم، و همانا از زبان اهل آن بلاد شنیده شده‌است و بی‌شک مازندران و طبرستان یکی است.»
در حقیقت این دو اسم یعنی طبرستان و مازندران به یک معنی بوده‌اند اما در همان حال که اسم طبرستان بر تمامی نواحی کوهستانی و اراضی پست ساحلی اطلاق می‌شد کلمهٔ مازندران بر منطقهٔ ارضی پست جلگه‌ای از دلتای سپیدرود تا جنوب شرقی بحر خزر امتداد دارد اطلاق می‌گردید.
به مازندران موزاندرون می‌گفتند به سبب آنکه موز نام کوهیست از حد گیلان کشیده تا بلار و قصران که موز کوه گویندهمچنین تا به جاجرم یعنی این ولایت درون کوه موز است اما آنچه منسوب به طبرستان منسوب است از دینار جاری شرقی تا به ملاط که دهی است ورای هوسم می‌گویند که در قدیم بیشه بوده‌است.

### حدود طبرستان
سرزمین تپورستان در دوران باستان میان دو سرزمین هیرکانی و کادوسی قرار داشت به گونه‌ای که کتزیاس مورخ یونانی عصر هخامنشی به سرزمین تپوری بین دو سرزمین هیرکانی و کادوسی اشاره می‌نماید. پولیبیوس مورخ یونانی نیز به کوه‌های تپوری بین دروازه کاسپین (گرمسار) و دریای هیرکانی اشاره می‌کند. و استرابون به سرزمین تپوری در نزدیکی ری و دروازه کاسپین (گرمسار) اشاره می‌کند و آریان و کوینت کورس در شرح جنگ‌های اسکندر مقدونی و هخامنشیان به یک ساتراپ به نام ساتراپ تپوری در حاشیه دریای مازندران اشاره می‌کنند که سرزمین آمارد نیز به آن ضمیمه شده بود و این ساتراپ تا رود آماردوس امتداد داشت. مورخین ارمنی عصر ساسانی همچون موسی خورنی و سبئوس از تپرستان به عنوان سرزمینی در شمال ایران یاد کرده‌اند و به شهرهای آمل، رویان و زریچان در آن اشاره نمودند.
سرزمین طبرستان در عصر اسلامی از سمت غرب با دیلم و از سمت شرق با جرجان همسایه بود و شامل شهرهای «آمل، ساریه، مامطیر، ترنجه، ربست، میلا، هزارگریب، مهروان، تمیش، تمار، ناتیل، چالس، رویان و کلار» می‌شد؛ هرچند طبرستان در اوج قدرت گرگان و دیلمان را شامل می‌شده‌است به گونه‌ای که مورخان اسلامی همچون زکریای قزوینی در آثار البلاد و اخبار العباد و ابن عبدالحق بغدادی طبرستان را ناحیه‌ای بین عراق و خراسان توصیف نموده‌اند، که در کنار دریای خزر واقع شده‌است و شهرها و دهات بسیار دارد و محمد بن محمود بن احمد طوسی طبرستان را اقلیمی دانست که حد آن از بلاد اران تا جرجان و حدی تا دریای خزر تا طالقان و حمزه اصفهانی، مورخ قرن سوم، دیلم را بخشی از طبرستان ذکر نموده‌است. یوزف مارکوارت طبرستان را همان پتشخوارگر می‌داند و ابن فقیه همدانی پتشخوارگر را بخشی از طبرستان و از شهرهای رویان می‌داند. طبق نظر ابن فقیه همدانی رویان از کوره‌های طبرستان است و از شهرهای رویان: چالوس، لارز، شرز و بذشوارجر است.
نام تاریخی سرزمین شمالی ایران در دوران باستان بصورت تپوش‌آری و تپوری و تپورستان بوده‌است که ریشه در نام قوم تپور دارد. به گفته اسدالله عمادی نخستین بار نام این سرزمین در کتیبه‌های آشوری بصورت تپوش‌آری ذکر شده‌است. کتزیاس مورخ عصر هخامنشیان در شرح لشکرکشی‌های آشوریان، به سرزمین تپوری بین دو سرزمین هیرکانی و کادوسی اشاره می‌نماید و پولیبیوس به کوه‌های تپوری در حد فاصل دروازه کاسپین (گرمسار) و دریای هیرکانی اشاره می‌نماید و استرابون به سرزمین تپوری در نزدیکی ری و دروازه کاسپین اشاره می‌کند و آریان و کوینت کورس در شرح جنگ‌های اسکندر مقدونی و هخامنشیان به یک ساتراپ به نام ساتراپ تپوری در حاشیه دریای مازندران اشاره می‌کنند که سرزمین آمارد نیز به آن ضمیمه شده بود. مورخین ارمنی عصر ساسانی همچون موسی خورنی و سبئوس به این سرزمین با عنوان تپرستان یاد کرده‌اند. نام این سرزمین در سکه اسپهبدان طبرستان بصورت تپورستان ذکر شده‌است.

### حدود رویان
منطقه رویان کهن از نواحی غربی طبرستان بوده‌است که شامل شهرستان‌های نور، نوشهر، چالوس، کلاردشت (کلار)، عباس‌آباد (لنگا)، تنکابن و رامسر (سختسر) می‌شده‌است و گاهی مرز غربی آن تا رودسر (هوسم) ادامه می‌یافت. مردم رویان کهن به زبان طبری و گویش طبری رویانی که زبان اسپهبدان طبرستان نیز بود سخن می‌گفتند. به گفته ابن فقیه همدانی، رویان از کوره‌های طبرستان است و از شهرهای رویان: چالوس، لارز، شرز و بذشوارجر است. در حدودالعالم؛ ناتل، چالوس و کلار از کورهٔ رویان و جزئی از خاک طبرستان معرفی شده‌است.
رویان به سرزمینی آباد در غرب مازندران گفته می‌شد که شامل کجور، کلارستاق، لنگا، تنکابن، سختسر، هوسم، الموت، طالقان، لورا، ارنگه، رودبار قصران و لارقصران می‌شد.
1. منطقه کجور: از رود چالوس تا رود هراز شامل خاچیک (نوشهر)، سولده (نور)، علمده، ناتل، چمستان، بلده، زندرستاق، پنجک رستاق، زانوس رستاق، میخساز رستاق، خورشید رستاق، خیررودکنار، بندی پی چلندر
2. منطقه کلارستاق: از نمکابرود تا رود چالوس در جلگهٔ بیرون بشم و میان بشم شامل چالوس، هچیرود، مرزن آباد (مزنه)، کلاردشت (کلار)
3. منطقه لنگا: از نمکابرود تا آب نشتا شامل عباس‌آباد، نشتارود، کلارآباد، پلنگ کلا و ساقی کلا
4. منطقه تنکابن: از آب نشتا تا آب شیرود شامل شهسوار، خرم‌آباد، شیرود، گلیجان، چالکش، سه هزار و دوهزار
5. منطقه سختسر: از آب شیرود تا رودخانه سرخانی شامل سختسر (رامسر)، اشکور شرقی، جورده
6. منطقه هوسم: از رودخانه سرخانی تا آب ملاط شامل رودسر، املش، چابکسر و کلای چای و اشکور غربی
7. منطقه الموت: از رودبار زیتون تا طالقان شامل رودبار الموت شرقی و رودبار الموت غربی
8. منطقه طالقان: شامل بالا طالقان، میان طالقان و پایین طالقان
9. منطقه لورا: شامل دهکده‌های کنار رود کرج تا دوآب شهرستانک
10. منطقه ارنگه: شامل دهکده‌های کنار رود کرج از دو آب شهرستانک به طرف کرج
11. منطقه رودبار قصران: شامل شمیرانات و دهکده‌های کناررودخانه جاجرود به انضمام لواسان بزرگ
12. منطقه لارقصران: شامل دهکده شعبه اصلی هراز با مراتع میان کوه‌های خرسنگ و خاتون بارگاه تا دهنه زیر پلور و لاریجان

### حدود رستمدار
از قرن هفتم تا دوره صفویه منطقهٔ رویان عمدتاً با نام رویان و رستمدار شناخته می‌شد و ه مرزهای ولایت رستمدار شامل مناطق کلارستاق، کجور، نور، طالقان، لاریجان، لواسانات، شمیرانات و مناطق پشت کوه البرز مرکزی می‌شد. سابقاً طبرستان شامل گرگان، استرآباد، مازندران و رستمدار می‌شد یعنی سرتاسر ناحیه‌ای که بین دینار جاری در مشرق و ملاط لنگرود (واقع در گیلان) در غرب بود را شامل می‌گشت. سرحدهای قدیمی رستمدار عبارت بود از: سیسنگان یا رودخانه مانهیر در شرق و ملاط لنگرود در غرب. مدتی بعد این سرحدها تغییر شکل یافتند و می‌توان گفت که رستمدار ناحیه‌ای را که از آمل تا گیلان ادامه می‌یافت. رویان نام اراضی مسطح بود ولی همچنین به سرتاسر رستمدار نیز اطلاق می‌گشت.

### حدود دوران صفویه
ملا شیخ علی گیلانی مؤلف کتاب تاریخ مازندران که در تاریخ ۱۰۴۴ قمری و در دوران صفویه کتاب را نگاشته‌است، در ذکر حدود مازندران آورده‌است: «حد غربی طبرستان قریه ملاط گیلان است ورای هوسم که اکنون به رودسر اشتهار یافته و سامان شرقی دینار چار که اهالی آن دیار دوناچال می‌خوانند، قریب به شهر سارویه واقع است. استندار بالتمام داخل طبرستان است». حسینعلی رزم آرا مؤلف مجموعه کتب چند جلدی فرهنگ جغرافیایی ایران، ذیل واژه ملاط در جلد دوم صفحه ۲۹۳ قید کرده‌است: ده جزء دهستان مرکزی بخش لنگرود شهرستان لاهیجان. ۴ ک جنوب لنگرود – ۳ ک لیلاکوه

### حدود تنکابن و رامسر در سفرنامه‌های دوران قاجار
در دوران قاجار جماعتی از فرنگیان از ایران بازدید کرده و سفرنامه‌هایی را نگاشته‌اند. یکی از سفرنامه‌های مهم که به تنکابن اشاره داشته‌است سفرنامهٔ موسیو بوهلر می‌باشد. این سفرنامه شرح مأموریت وی به دستور ناصرالدین شاه قاجار برای تهیهٔ گزارشی از وضع راه‌های گیلان و مازندران می‌باشد. این سفرنامه در سال ۱۳۵۷ توسط انتشارات گیل لاهیجان با عنوان سفرنامه و جغرافیای گیلان و مازندران به چاپ رسید. در صفحهٔ ۳۶ از این سفرنامه آمده‌است: «پس از طی پنج فرسخ راه از آبگرم، به خرم‌آباد می‌رسند که ده بزرگی است از محال تنکابن و جزء ولایت مازندران است، و حاکم آن حبیب‌الله خان است و این قریه در میان جنگل وسیعی می‌باشد و مشارالله یک عمارت خوبی در آنجا دارد و همچنین باغ پاکیزه ای در آنجا بنا گذاشته‌است که اکثر اشجار آن لیمو و نارنج است».
جیمز بیلی فریزر اسکاتلندی در جوانی به هندوستان سفر کرد و در سال ۱۸۲۱ میلادی وارد خراسان شد و از راه مشهد به مازندران و گیلان رهسپار گشت. فریزر بار دیگر در سال ۱۸۳۳ میلادی با مأموریت دیپلماتیک وارد ایران شد و در زمستان همان سال از مناطق گیلان و مازندران بازدید نمود و کتابی با عنوان سفرنامه زمستانی که در سال ۱۳۶۴ خورشیدی چاپ شد را به تجربیاتش دربارهٔ سواحل جنوبی دریای مازندران اختصاص داد. فریزر پس از گذر از مازندران به گیلان وارد می‌شود. در صفحه ۵۶۲ از کتاب قید شده: «صبح روز چهارم از سخت سر (رامسر) که نقطه ای زیبا و پرتگاهی است کنار آب و در آنجا رشته عظیمی از کوه‌ها پایان می‌گیرد و مرز میان مازندران و گیلان آغاز می‌شود و بدین گونه من آن را ترک گفتم». در ادامه کتاب و در صفحه ۵۶۶ قید شده‌است: «صبح فرحبخش دل‌انگیزی بود و اواخر ماه اوت که پس از شبی که باران ما را خیس کرده بود، به سلامت وارد سرزمین گیلان شدیم و به نخستین شهر آن رودسر رسیدیم»
پیر آمدی ژوبر دیگر سیاح اهل اروپا بود که به عنوان سفیر ناپلئون بناپارت به دربار عثمانی و دربار فتحعلی شاه قاجارا آمد. وی در حدود سال ۱۸۰۷ میلادی به دربار ایران آمد و مورد مهربانی فتحعلی شاه واقع گردید و در حین بازگشت چندین نسخه کتاب خطی فارسی و خلعت دریافت داشت. وی همچنین استاد زبان‌های فارسی و ترکی در فرانسه بود. سفرنامه ژوبر با عنوان مسافرت در ارمنستان و ایران از پ. آمده ژوبر به انضمام جزوه ای دربارهٔ گیلان و مازندران در سال ۱۳۴۷ به چاپ رسید. در صفحه ۳۴۶ از کتاب که دربارهٔ ولایات مازندران هست و پس از گذر از گیلان و عزیمت به سوی مازندران، چنین قید شده: «هنگامی که از رودسر عزیمت می‌کنند باید شش فرسخ (لیو) بگذرند تا به مازندران برسند و از این طرف نخست به قصبه سخت سر می‌رسیم. فوراً متوجه اختلاف لباس می‌شویم. به‌جای کلاه‌های استوانه ای و شبکلاه‌های گیلانی، اینها سرشان از یک کلاه کاجی شکل کوتاه و نوک تیز که با پوست بره یا ماهوت قهوه ای رنگ که در آنجا می‌بافند پوشیده شده‌است. روپوش گشاد و شلوارشان از همان پارچه است. به افتخار ما یک درختچه که شاخه‌هایش از پاپوش‌های کوچک پشمی و کهنه‌پاره‌ها و کلاف‌های زمخت ابریشم زیور یافته بود کاشتند، شش مرد دهکده دو تا دو تا با هم نبرد کردند و فرزی خود را برای سرنگون کردن دیگری به نمایش گذاشتند. من با خرسندی ملاحظه کردم که آن‌ها از اینکه سخت همدیگر را بزنند پرهیز می‌کردند و آنکه پیروز می‌شد رقیب خود را بلند می‌کرد و در آغوش می‌گرفت».
رابینو در کتاب مازندران و استراباد می‌نویسد: «رودخانه سرخانی مرز بین گیلان و مازندران است. سختسر ناحیهٔ کوچکی از تنکابن است و وسعت آن از رودخانه سرخانی در مغرب و تا نسیه رود در مشرق است. از جنوب به کوه‌های اشکور گیلان که آن را از رودبار الموت جدا می‌سازد. بیشتر سکنهٔ آن تابستان را در کوهستان به‌سر می‌برند و فقط در اوایل زمستان به دهات خود مراجعت می‌کنند کوه‌هایی که در سمت جنوب تقریباً وصل به سختسر است، عموماً به بالابند یا جوربند معروفند در آنجا باقلا و گندم و جو بمقدار کمی کاشته می‌شود. بیشتر سکنه آن از ساداتند. ملگونف نوشته بود که که صد تن ار اوصانلوها در آنجا ساکن بودند ولی فعلاً کسی از آنها در آنجا نیست.»

## مردم‌شناسی

### جمعیت
شهر رامسر بالغ بر ۳۵٫۹۹۷ نفر جمعیت دارد.

### زبان
اهالی رامسر به گویش رامسری و فارسی سخن می‌گویند.

## اقلیم آب و هوایی
رامسر به دلیل مجاورت با دریای مازندران از آب و هوایی معتدل و مرطوب برخوردار است. آب‌وهوای رامسر در تابستان گرم و مرطوب و در زمستان معتدل است. نزدیکی به جنگل و دریا زیبایی ویژه‌ای به این شهر داده‌است و این امر موجب جذب گردشگران در همه فصل‌های سال می‌شود. مناطق ییلاقی رامسر مانند جواهرده بسیار زیبا و خوش آب‌وهوا می‌باشد.

## فرمانداری و شهرداری
فرمانداری رامسر سال ۶۴ همزمان با ارتقا به شهرستان تأسیس شد در رامسر، جنب چشمه آب گرم رامسر واقع شده و این اثر در تاریخ ۲۵ اسفند ۱۳۷۹ با شمارهٔ ثبت ۳۳۲۶ به‌عنوان یکی از آثار ملی ایران به ثبت رسیده‌است.
شهر رامسر در سال ۱۳۳۰، و شهرداری رامسر در سال ۱۳۳۱ تأسیس شد. در این رهگذر شهردارانی که از سال ۱۳۵۷ بعد از پیروزی انقلاب اسلامی متصدی شهرداری بوده‌اند بالغ بر ۱۶ تن بوده‌است.
براساس داده‌های وزارت کشور (۱۳۹۵–۱۴۰۰) رامسر دارای درجه شهرداری ۸ می‌باشد.

## کنوانسیون رامسر
کنوانسیون مربوط به تالاب‌های مهم بین‌المللی، به ویژه تالاب‌های زیستگاه پرندگان آبزی معروف به کنوانسیون رامسر پیمانی بین‌المللی برای حفاظت از تالاب‌ها و حیوانات و گیاهان وابسته به آن‌ها (به ویژه پرندگان آبزی) است که در سال ۱۳۴۹ در شهر رامسر به تصویب رسید. در ابتدا این معاهده به امضای نمایندگان ۱۸ کشور شرکت‌کننده رسید. در حال حاضر این پیمان ۲۴۱۲ مکان به وسعت بیش از ۲۵۴هزار هکتار در ۱۷۱ کشور را پوشش می‌دهد.
این پیمان با تلاش اسکندر فیروز رئیس وقت سازمان محیط زیست ایران تهیه شد. تعریف تالاب در این کنوانسیون بسیار موسع است و شامل «مردابها و باتلاقها و لجن‌زارها یا آبهای طبیعی یا مصنوعی اعم از دایمی یا موقت است که آبهای شیرین -تلخ یا شور در آن به صورت راکد یا جاری یافت شود- از آن جمله است آبهای دریا که عمق آن‌ها در پایین‌ترین نقطه جزر از شش متر تجاوز ننماید.» (ماده ۱ - بند۱)
این کنوانسیون هم‌اکنون ۲۴۱۲ تالاب به وسعت بیش از ۲۵۴ میلیون هکتار را پوشش می‌دهد. انگلیسی با ۱۷۵ تالاب بیشترین تعداد و کانادا با ۱۳میلیون هکتار بیشترین وسعت از تالاب‌های خود را تحت پوشش این معاهده درآورده‌اند.

## جاذبه‌های تاریخی، طبیعی و گردشگری
شهرستان رامسر با زیبایی وصف ناپذیر در استان مازندران در دامنهٔ جنگلی و زیبای البرز و سواحل رؤیایی دریای مازندران آرمیده و با برخورداری از جاذبه‌های گردشگری و امکانات اقامتی، پذیرایی و تفریحی و کوتاهترین فاصله بین کوه و دریا با لقب عروس شهرهای ایران به عنوان قطب مهم گردشگری در کشور و حتی جهان مطرح است.
وجود قله‌های مخروطی شکل با پوشش انبوه گیاهان متنوع، باغ‌های مرکبات، چای، مزرعه‌های برنج، برخورداری از ساحل زیبا، منطقه‌های ییلاقی خوش آب و هوا، منابع فراوان آب‌های گرم معدنی، وجود فرودگاه و هتل‌های قدیم و جدید این شهر را به یکی از شهرهای منحصربه‌فرد تبدیل کرده‌است.
وجود آب‌های گرم معدنی در نزدیکی ساحل دریا و چند وان و استخر آب گرم معدنی در شهرهای کتالم و سادات شهر، بوستان جنگلی صفارود در میان دره، روستای جواهرده در ارتفاع ۱۸۰۰ متری سطح دریا، قله مخروطی شکل مارکو و جداشده از سلسله کوه‌های البرز در شرق رامسر، چشمه دمکش در دهستان اوشیان و شرق رامسر جنگل دالخانی در مسیر رامسر به تنکابن، کاخ موزه تماشاگه خزر نزدیک هتل بزرگ رامسر و سرولات در شرق رامسر و ده‌ها اثر تاریخی و دیدنی سبب شده‌است که سالانه هزاران مسافر و گردشگر داخلی و خارجی از رامسر عروس شهرهای ایران دیدن کنند همچنین رامسر یکی از نزدیک‌ترین فواصل میان کوه و دریا را داراست که این ویژگی بر جذابیت رامسر افزوده‌است.

### سواحل رامسر

دهکده ساحلی

- پرونده:بهترین-ساحل-های-رامسر-دهکده-ساحلی.jpgدهکده ساحلیساحل خلج
- ساحل نقره ای
- ساحل توسکاسرا (شهربازی)
- دهکده ساحلی
- پلاژ ساحلی شهرداری
- ساحل کتالم (میانحاله)

### جواهرده
یکی از روستاهای شهرستان رامسر در استان مازندران است. این روستا در فاصله ۲۷ کیلومتری رامسر در دهستان سخت‌سر و در ارتفاعات ۲۰۰۰ متری البرز قرار دارد. جمعیت روستای جواهرده بر اساس سرشماری سال ۱۳۹۰ حدود ۹۸۰۰ نفر (۲۴۷۰ خانوار) است. البته این جمعیت هرگز در تمامی طول سال ساکن این روستای مدرن نیستند؛ چرا که تنها چهار ماه از سال در این روستا مردم زندگی می‌کنند و در ماه‌های دیگر سال جز چند نفر نگهبان و سرایدار کسی در آن جا ساکن نیست. مردم روستا به دامداری، کشاورزی و باغداری مشغول اند و صنایع دستی آن شامل نمدمالی، سفال، آهنگری و مسگری است. تنها راه ارتباطی جواهرده به رامسر منتهی می‌شود و از راه کوهستان با قزوین نیز مرتبط است.

### گورهای گبری جواهرده
گورهای گبری که دو تا سه هزار سال قدمت دارد. قدمتی طولانی که پیشینه‌اش به دوران سلطنت هخامنشیان و زرتشتیان بر می‌گردد. بیشتر مردم در روزگاران گذشته نام گبر را به مردم غیر مسلمان پیش از خود می‌گفتند. گورهایی که با ابعاد یک اندازه و دیوارهای سنگی به‌طور منظم روی هم چیده شده‌اند، گویی عمر آن بیش از چند سال نگذشته‌است. منطقه‌ای به نام سفید آبکش جواهرده که در دو طرف رودخانه، قبرهای گبری بسیاری دیده می‌شود. شاید برایتان جالب باشد بدانید این گورهای دو تا سه هزار ساله بر دو نوع‌اند. یکی به گور سردابه ای شهرت دارد که شکلی شبیه به اتاق زیر زمینی دارد. در این نوع از گور که تقریباً بزرگ به نظر می‌رسد، لوازم زندگی و ابزار کار فرد دفن شده به خاک سپرده شده‌اند. البته این نکته را باید عنوان کرد که مردمانی که در این گورها با لوازم زندگی و اشیاء گران‌قیمت خود دفن شده‌اند، شاید بر این باور بودند که روز رستاخیزی هم وجود دارد. از دیگر گورهای این منطقه می‌توان به گور خمره ای اشاره کرد که فرد دفن شده به صورت نشسته‌است. در کنار از گورهای گبری در منطقه سفید آبکش، می‌توانید قبرهای گبری دیگری در اطراف مسجد آدینه ببینید که در نوشته‌ها آورده شده که این مسجد تاریخی در ابتدا معبد و آتشکده‌ای برای زردشتیان بوده‌است.

### تله کابین رامسر
مجموعه رفاهی تفریحی شهر سبز رامسر در ۵ کیلومتری غرب شهر رامسر واقع شده‌است.

#### امکانات
این مجموعه دارای بخش‌های تجاری، تفریحی و هتل می‌باشد که در دو بخش ساحلی و کوهستانی واقع شده‌اند.

##### امکانات سایت ساحلی
- تله‌کابین
- کلوپ دریایی: جت اسکی، اسکی روی آب، شاتل دریایی، قایق‌های تفریحی
- شهر بازی
- پیست کارتینگ که دارای استاندارد بین‌المللی به طول ۶۰۰ و عرض ۸ متر است.
- پیست پینت بال
- تالار و رستوران پذیرایی تا ظرفیت ۸۰۰ نفر، فست فود، کافی شاپ و رستوران سنتی تله بام
- فروشگاه‌های تجاری و غرفه فروش صنایع دستی، غرفه فروش و عرضه مستقیم غذاها و محصولات محلی مخصوص شمال ایران و آژانس هواپیمایی و خدمات گردشگری وشعب بانکهای تجارت، پاسارگاد و پست بانک به همراه دستگاه‌های خود پرداز متعدد و خدمات اینترنت
- آلاچیق‌ها
- ساحل شنی به همراه اسکله دریایی

##### امکانات بخش کوهستانی
- تله‌کابین
- زیپ‌لاین
- هتل
- رستوران و کافی شاپ
- فروشگاه صنایع دستی و هنری

##### تقدیرنامه
این مجموعه تقدیرها و افتخارات بسیاری از زمان تأسیس در زمینه گردشگری دریافت کرده‌است که از آن جمله می‌توان به تندیس مدیریت کیفیت از شرکت GIC انگلستان در سال ۲۰۱۰ اشاره کرد.

### قلعه مارکو
قلعه مارکوه مربوط به دوران‌های تاریخی پس از اسلام است و در شهرستان رامسر، شهر کتالم، مسیر جاده تلارسر واقع شده و این اثر در تاریخ ۲۵ اسفند ۱۳۷۹ با شمارهٔ ثبت ۳۴۸۴ به‌عنوان یکی از آثار ملی ایران به ثبت رسیده‌است.
نام این قلعه برگرفته از کوهی است که بر روی آن قرار دارد. در مورد نام این کوه نیز نظرهای گوناگونی وجود دارد. برای مثال عده‌ای وجود مار در این کوه را علت نامگذاری این کوه می‌دانند که البته با توجه به اینکه در گویش محلی استفاده از کلمه فارسی «مار» رایج نبوده، احتمال این علت نامگذاری را بسیار کم می‌کند. اما تحقیقات دیگری هم به ریشه دیگری برای نام‌گذاری این کوه اشاره دارد: در نوشته‌های تاریخی بیان شده‌است چون این مناطق مکان زندگی اقوام آمارد بوده‌است به همین دلیل نام این کوه مارد کوه بود است که گذر زمان ان را مارکوه کرده‌است. این کوه از دور شبیه مار بزرگی می‌ماند که سر از زمین بیرون آورده می‌توان گفت نامگذاری این کوه و قلعه و اقوام اش به مارد و مارد کوه به این دلیل باشد که البته جزء حکومت‌های محلی و متحد با قوم ماد بودند شاید اسم سخت سر و دریای مازندران هم برگرفته از همین کوه سنگی و ساکنانش باشد.

قلعه مارکو

در مورد زمان ساخت این بنا نیز تاریخ دقیقی وجود ندارد، اما با استناد به اشاره تاریخ نویسان به وجود این قلعه در قرن سوم و همچنین شباهت ساختاری و معماری این بنا با بناهای قرن سوم هجری قمری نظیر قلعه بابک می‌توان تاریخ آن را حدس زد. در کتاب زیده التواریخ از این قلعه سخن به میان آمده‌است همچنین درکتاب جامع التواریخ خواجه رشید الدین فضل‌الله همدانی و از وقایعی که در سال ۵۳۶ هجری قمری در این قلعه اتفاق افتاده و قلعه به تسخیر اسماعیلیان درآمد سخن به میان آمده‌است. میزرا حسن خان اعتماد السلطنه که این قلعه را از نزدیک دیده‌است می‌نویسد: “در تنکابن کوهی است موسوم به مارکوه و دخمه‌های متعدد و شب‌پره‌های زیادی در این دخمه‌ها هست که خود را به آدم و چراغ می‌زنند و مانع از دخول به دخمه‌ها می‌باشند. بالای آن کوه، جایی است مشهور به نقاره خانه، هرگاه سنگی بر آن موضع بزنند صدایی مثل طبل حادث می‌شود و تا نیم فرسخ آن صدا می‌رود. مسیر دسترسی قلعه با ۳۱۱ پله، مساحت قلعه مارکوه حدود ۶۰۰ متر مربع است و از این معماری عظیم تنها ۴ حصار جانبی و برج‌های پشتیبان آن باقی مانده‌است. مصالح به کار رفته در قلعه مارکوه عمدتاً سنگ و ساروج و گچ است. وضع داخلی قلعه مارکوه از لحاظ وسعت به نحوی است که گنجایش صد سرباز را دارد و همگی به راحتی می‌توانند در آن سکنی گزینند. طول ضلع شرقی آن ۷۰/۱۷ متر و قعر آن ۳۰/۲ متر و ارتفاعش ۳۰/۶ متر و طول ضلع غربی آن ۹ متر تمام است. ضلع شمالی با سنگی که در امتداد آن قرار دارد به دو قسمت تقسیم می‌شود: قسمت غربی آن ۸۰/۱۴ متر و قسمت شرقی آن که از سر سنگ جدا می‌گردد ۱۵ متر است. محل قرارگیری بنا نیز طوری است که دیدی ۳۶۰ درجه را نسبت به اطراف خود دارد. از بالای این بنا به راحتی می‌توان از شمال تا دریا، از شرق تا تنکابن، از غرب تا رامسر و از جنوب نیز کوه‌های البرز را تحت نظر داشت. پلان قلعه مارکوه در تعاریف مردم محلی به تونلی درون این قلعه اشاره می‌شود که انتهای آن به روستای نیاسته که در پایین مارکوه قرار دارد ختم می‌شده و در گذشته سربازان برای خروج یا ورود اضطراری ازآن استفاده می‌کردند که البته با تحقیقات انجام شده مشخص شده که این امر صحت نداشته و چالهٔ موجود در قلعه به دلیل عدم دسترسی مستقیم قلعه به آب، کاربرد سردآب داشته و تونل نیست.
این قلعه منظره بسیار زیبایی به کوه روبه رویش دارد که توجه بینندگان را به خود جذب می‌کند.

روستای نیاسته

### روستای نیاسته
نیاسته منطقه شهری است در کتالم رامسر.
منطقه شهری حومهٔ بخش رامسر که در ۱۲ کیلومتری جنوب‌شرقی رامسر و ۲ کیلومتری جنوب جادهٔ رامسر به تنکابن. در کنار رودخانه و در دشتی معتدل واقع است.
آب نیاسته از رود نسارود است و هوای خنک و مرطوبی دارد. محصول عمده‌اش برنج و مرکبات و شغل اهالی آن زراعت، باغبانی و پرورش گل است.
نیاسته بیشتر دارای زمین‌های زراعتی و باغی است و قلعه تاریخی مارکوه در آن وجود دارد.

#### آرامگاهحبیب
حبیب محبیان خواننده نیز در سال‌های آخر عمر خود در این منطقه زندگی می‌کرد و همچنین آرامگاه وی در این منطقه قرار دارد. در حال حاضر نیز همسر او در این منطقه سکونت دارد.

جنگل دالخانی

### جنگل دالخانی
جنگل دالخانی یکی از جاهای دیدنی رامسر است. این جنگل زیبا با وسعتی در حدود ۶۰۰ هزار مترمربع، در ۳۰ کیلومتری جنوب شرق رامسر و در مسیر جاده رامسر-تنکابن، در استان مازندران قرار دارد. جاده جنگلی دالخانی از جاده میرزا کوچک خان یا جاده کتالم- هریس آغاز و به روستاها و مناطق ییلاقی جنت رودبار و گَرسِماسَر ختم می‌شود.
درختان و پیچ‌های جاده جنگل دالخانی در بیشتر نقاط دالان‌های سبز شگفت‌انگیزی را ایجاد کردند. این جاده جنگلی همچون جاده‌های جنگلی دوهزار و سه هزار جزو زیباترین جاده‌های جنگلی ایران محسوب می‌شود.
در ضمن در دالان بهشت رامسر می‌توانید شاهد دریاچه‌ای در جنگل، رودخانه، دریای ابر و آبشاری زیبا در جنت رودبار و همچنین آبشار دیگری در نزدیکی گرسماسر باشید. جنگل دالخانی یا دالیخانی علاوه بر اینکه مکان بکری برای پیاده‌روی و کمپ زدن است، با ارتفاع ۸۰۰ متر جنگلی نیمه مرتفع به‌شمار می‌رود و برای علاقه‌مندان به کوهنوردی در جنگل گزینه بسیار خوبی محسوب می‌شود. این جنگل نسبت به سایر جنگل‌های ایران چندان با زباله آلوده و زشت نشده‌است و به همین دلیل می‌توانید شاهد چهره زیباتری از طبیعت جنگلی باشید.

#### مکان‌های دیدنی جنگل دالخانی

سد میجران

##### دریاچه سد میجران
دریاچه سد خاکی میجران روی رودخانه نسارود واقع شده‌است؛ برای بازدید از این دریاچه باید جاده جنت رودبار را در پیش بگیرید و پس از پشت سر گذاشتن روستاهای گانگسر و روستای پیازکش به روستای تالش‌سرا می‌رسید، پس از عبور از روستای تالش‌سرا، در کمتر از ۲ کیلومتر از جاده اصلی به یک سه‌راهی می‌رسید.
با طی مسافتی در حدود ۱٫۵ کیلومتر در سمت راست به تاج سد مجیران می‌رسید؛ اما برای رسیدن به دریاچه جنگل دالخانی باید مسیر چپ را انتخاب کنید که پس از طی یک کیلومتر در آن به روستای کلچه کی می‌رسید. در این روستا مسیر آسفالت به اتمام می‌رسد و باید مسیری خاکی در حدود هفت کیلومتر را با پای پیاده یا ماشین مناسب طی کنید تا به دریاچه سد میجران برسید. دریاچه سد میجران ۲۴ کیلومتر با رامسر فاصله دارد و طی کردن مسیر ۳۸ دقیقه طول می‌کشد. پارک جنگلی دالخانی ۸٫۶ با دریاچه سد میجران فاصله دارد و فاصله زمانی بین دو نقطه ۱۹ دقیقه است.
دیدن رود مارپیچ نسارود که همچون مار بزرگ آبی در میان جنگل‌های انبوه، هر گردشگری را ذوق‌زده می‌کند. در ضمن می‌توانید در طول مسیر رامسر به این دریاچه از جنگل عمران و رودخانه چالکرود و فضای زیبای اطراف آن نیز دیدن کنید. در صورت تمایل برای بازدید از این مکان‌های زیبا پس از عبور از روستای لیماک و روستای لتر، به رودخانه چالکرود می‌رسید و در انتهای این مسیر که طول آن ۵٫۵ کیلومتر است، جنگل عمران پیش روی خود می‌بینید. بازدید از این مناطق را به‌هیچ‌وجه از دست ندهید.

##### پارک جنگلی دالخانی
این پارک جنگلی با ارتفاع ۱۱۰۰ متر از دریا دارای امکاناتی رفاهی مناسبی نظیر محل مناسب کمپ، بعد سرویس بهداشتی است یک چشمه نیز در آن قرار دارد. در صورتی‌که قصد شب‌مانی در دل جنگل را دارید، این پارک جنگلی محل مناسبی است.

روستای جنت رودبار

روستای گرسماسر

##### روستاهایگرسماسروجنت رودبار
پس از طی ۲۳٫۴ کیلومتر از جنگل دالخانی به گرسماسر می‌رسید. طی‌کردن این مسیر در حدود ۴۴ دقیقه طول می‌کشد. این روستا یکی دیگر از جاذبه‌های بکر جنگل دالخانی و جاهای دیدنی استان مازندران است و دریای ابر جنگل دالخانی را به‌بهترین شکل می‌توانید در آن ببینید. این روستا در واقع بلندترین نقطه جنگل دالخانی محسوب می‌شود و از این مکان می‌توانید شاهد مناظر زیبایی از رامسر نیز باشید. از تفرجگاه‌های این روستا می‌توان به چشمه‌های آب معدنی سرد امیرخانی، پولاد، رستم و سر چهار پیچ اشاره کرد.
پس از بازدید از روستای گرسماسر می‌توانید به‌سمت دهستان جنت رودبار حرکت کنیم که ۱۹٫۴ با آن فاصله دارد و فاصله زمانی بین دو نقطه ۴۰ دقیقه است.
جنت رودبار یکی از مناطق خوش آب جنگل دالخانی محسوب می‌شود و درگذشته آبشارهای زیادی وجود داشته‌است؛ اما متأسفانه تعداد بسیاری از آن‌ها براثر سیلاب یا خشک‌سالی از بین رفته و تنها یک آبشار در آن باقی‌مانده‌است که باید برای رسیدن آن باید مسیر دشواری را درحدود ۴۰ دقیقه پیاده طی کنید. در این روستا ییلاق‌های زیادی وجود دارد که از میان آن‌ها می‌توان به اکراسر، چاک، چرتمه، نمکدره، ایزکی و جیرود اشاره کرد که هرکدام از آن‌ها آب‌وهوای دل‌نشین و مناظر بسیار زیبایی دارند.
روستای جنت رودبار پایتخت که گل‌گاوزبان کشور نیز شهرت دارد و هرسال در حدود سی تا چهل تن گل‌گاوزبان از مزارع آن برداشت می‌شود. در ضمن چند سالی است که در خردادماه جشنواره ملی گل‌گاوزبان در این دهستان برگزار می‌شود. در این جشنواره برنامه‌هایی همچون آشنایی مردم با گل‌گاوزبان و سایر گیاهان دارویی، اجرای موسیقی زنده، نمایش صنایع‌دستی و شیرینی‌های محلی اجرا می‌شود. در این روستا هم می‌توانید پدیده دریای ابر را مشاهده کنید؛ اما زیبایی آن به‌اندازه دریای ابر گرسماسر نیست.

آبشار سیاسرت

##### آبشار سیاسرت
این آبشار که از کوه سماسوس سرچشمه می‌گیرد، به کوه‌ها، دامنه‌ها و مناظر جنگلی زیبایی اطراف خود زیبایی وصف‌ناپذیری بخشیده‌است.
نقطه پایانی مسیر ماشین‌رو این آبشار ۱۰٫۸ کیلومتر با پارک جنگلی دالخانی و طی‌کردن این مسیر ۱۷ دقیقه طول می‌کشد. پس از رسیدن به این نقطه برای بازدید از آبشار باید ۴۵ دقیقه پیاده‌روی کنید؛ البته برای طی‌کردن این مسیر باید از کفش مناسب استفاده کنید و توانایی پیاده‌روی در مسیرهای شیب‌دار را نیز داشته باشید.

##### روستای اربه‌کله

روستای اربکله

از دیگر جاذبه‌های گردشگری منطقه جنگل دالخانی می‌توان به روستای اربه کله یا اربکله در ۱۰٫۶ کیلومتری شمال غرب دریاچه سد میجران اشاره کرد. در صورت تمایل می‌توانید قبل از بازدید دریاچه سد میجران ایران از این روستا دیدن کنید؛ بنابراین می‌توانید قبل از آغاز مسیر جنگل دالخانی بازدید کوتاهی هم از این روستا داشته باشید. برای بازدید از این روستا ابتدا باید خود را از رامسر به سادات شهر و سپس از طریق جاده اربکله خود را به این روستای زیبا برسانید. در نقاطی از این روستا می‌توانید منظره دریا و جنگل را در کنار یکدیگر ببینید.

##### پیچ هفت شهدا، یادبود شهدای ترور
در مسیر پارک جنگلی دالخانی پیچی به نام پیچ هفت شهدا وجود دارد. در ۱۵ خرداد ۱۳۶۱ منافقین با تیراندازی به هفت نفر از سرنشینان خودرویی را به شهادت رساندند و امروزه این پیچ که در آن بنای یادبودی ساخته شده، به محلی برای ادای احترام تبدیل شده‌است.

##### خوراکی‌های جنگل دالخانی
در طول مسیر خوراکی‌های خوشمزه زیادی مثل عسل طبیعی، ذرت و میوه‌های محلی (مانند ازگیل) به فروش می‌رسد. دکه‌های فروش آش و چای محلی نیز کم‌وبیش در اطراف جاده به چشم می‌خورند. رستوران‌های زیادی نیز در این جاده جنگلی وجود دارد. رستوران دامان با دکوراسیون منحصربه‌فرد و سازه‌ها، کلبه‌ها و آلاچیق‌های چوبی یکی از محبوب‌ترین و معروف‌ترین رستوران‌های این جاده است که در آن با غذاهای محلی مثل ماهی کبابی و چای از مهمان‌ها در فضای باز با منظره‌ای بی‌نظیر پذیرایی می‌شود.

### گونه‌های گیاهی و جانوری جنگل دالخانی
در جنگل دالخانی حیوان‌های وحشی مانند شغال (خرس هم در این حوالی دیده شده‌است) و حشرات خطرناک وجود دارند؛ بنابراین در صورت تمایل برای کمپ زدن باید به این موضوع توجه کنیم. از میان گونه‌های متنوع گیاهی این منطقه می‌توان به گونه‌های گوناگون شاه‌بلوط، شمشادهای متنوع، راش، ملچ، اقاقیا، ارس، مندی، گوجه جنگلی، ازگیل، زرشک، فندق، کوله‌خاس و سرخ ولیک یا زالزالک وحشی اشاره کرد.

### پارک جنگلی صفارود
این پارک جنگلی که رودخانه صفا رود و یک چشمه آب گازدار را در خود جای داده‌است در ۹ کیلومتری جاده جواهرده رامسر قرار دارد و فاصله آن با دالان بهشت رامسر تقریباً ۲۹ کیلومتر (۵۰ دقیقه) است.

برج چشم‌انداز

### برج چشم‌انداز
برج چشم‌انداز رامسر یکی از لوکس‌ترین برجهای شمال کشور می‌باشد. که با ویو ابدی بدون هیچگونه مشرفی و ویو بصورت 3D به همه جهت می‌باشد. مهندسی و طراحی و نظارت آن از کشور آلمان بوده و یکی از برجهای ویژه در ایران است.

## جاذبه‌های فرهنگی و تاریخی رامسر
رامسر با برخورداری از جاذبه‌های منحصربه‌فرد طبیعی و تاریخی یکی از مناطق برتر کشور به لحاظ طبیعت گردی محسوب می‌شوند که سالانه پذیرای بیش از ۱۰میلیون مسافر و گردشگر از داخل و خارج کشور است. وجود آبشارها، آب‌های سرد و گرم معدنی، بوستان‌های جنگلی، غارها، چشمه‌ها، دریاچه، یادمان‌های تاریخی، صدها مراکز اقامتی و پذیرایی و تفریحی و به ویژه نزدیکی کوه، دریا و جنگل این منطقه را به عنوان قطب مهم گردشگری در کشور و حتی جهان مطرح کرده‌است. آب و هوای این منطقهٔ جلگه‌ای معتدل، مرطوب و کوهستانی سرد و نیمه مرطوب است و اقتصاد آن برپایه کشاورزی، دامداری و صنعت گردشگری استوار می‌باشد. وجود فرودگاه در شهر رامسر، و جنگل در شهرستان رامسر در غرب مازندران از دیگر ویژگی‌های این منطقه محسوب می‌شود.

### هتل قدیم رامسر

هتل قدیم

هتل قدیم رامسر با معماری بسیار زیبا در مرکز شهر در دامنه کوه‌های جنگلی و فضای سبز با محوطه‌سازی چشم‌نواز جای گرفته و در سال ۱۳۱۷ خورشیدی در دوره رضاشاه پهلوی مورد بهره‌برداری قرار گرفته‌است. در ۳۰ تیر ۱۳۵۲ این بنا ثبت آثار ملی شد. زیربنای این هتل حدود پنج هزار متر مربع در سه طبقه به لحاظ نوع معماری، زیبایی، موقعیت مکانی و تجهیزات یکی از مشهورترین هتل‌های خاورمیانه به‌شمار می‌رود.

### باغ و بلوار مقابل هتل

بلوار کازینو

بلوار کازینو مربوط به دوره پهلوی است و در شهر رامسر واقع شده‌است. بلوار، در تاریخ ۵ دی ۱۳۵۲ با شمارهٔ ثبت ۱۵۲۱ به‌عنوان یکی از آثار ملی ایران به ثبت رسیده‌است. نام این بلوار تا پیش از انقلاب ۱۳۵۷ ایران، بلوار کازینو بود و پس از انقلاب، نامش به بلوار معلم تغییر داده شد. این بلوار از درب ورودی هتل قدیم رامسر شروع می‌شود و تا ساحل امتداد میابد و در دو طرف این بلوار درختان سر به فلک کشیده نخل بادبزنی مکزیکی و سرو زربین دیده می‌شود.

### آب‌های گرم معدنی

آبگرم معدنی

بخش‌های گسترده‌ای از مرکز شهر رامسر از آب‌های گرم معدنی با خاصیت‌های طبی و درمانی برخوردار بوده که گردشگران زیادی از این آب‌ها بهره‌مند می‌شوند. چشمه‌های آب گرم چندین رشته را تشکیل می‌دهند و به چشمه‌های گوگردی گازدار معروف هستند و در نقاطی مانند جواهرده، کتالم، سادات محله و خود شهر رامسر واقع شده‌اند که چشمه‌ها توسط اهالی محلی و توریست‌ها مورد استفاده قرار می‌گیرند و علاوه بر خاصیت درمانی این چشمه‌ها، طبیعت زیبا و محیطی دیدنی را برای گردشگران فراهم کرده‌اند و مجموعهٔ هتل‌های رامسر، شهرداری‌های محلی و بخش خصوصی از طریق ایجاد استخر شنا، دوش و وان‌های متعدد، محل‌های مناسبی را برای استفاده و استحمام مسافران و مردم محلی ایجاد کرده‌اند. وجود این آب گرم‌ها در نزدیکی ساحل دریا ویژگی منحصربه‌فردی را به رامسر بخشیده‌است. البته در فاصله پنج کیلومتری جنوب شرقی رامسر در شهرهای کتالم و سادات شهر نیز چند وان و استخر آب گرم معدنی وجوددارد که برای درمان بیماری‌های پوستی، رماتیسم و دردهای عصبی و عضلانی سودمند است. مانند ابگرم رضا شاه و آبگرم جدید رضا شاه. میزان دمای بزرگ‌ترین آب‌گرم معدنی رامسر که به شماره یک معروف است ۴۲ درجه سانتیگراد است که بهترین حد تحمل بدن می‌باشد.

## موزه‌ها

### کاخ مرمر رامسر

کاخ مرمر رامسر

کاخ سلطنتی رامسر یا کاخ مرمر یکی از نفیس‌ترین آثار دوران پهلوی در ایران است. این کاخ به دستور رضا شاه پهلوی در سال ۱۳۱۶ به بهره‌برداری رسید و تا انقلاب سال ۱۳۵۷ به عنوان اقامتگاه خانواده پادشاهی استفاده می‌شد. محمدرضا پهلوی شاه وقت ایران و همسر دومش ثریا اسفندیاری ملکه وقت ایران ماه عسل خود را در این کاخ گذراندند. ساختمان کاخ در میان باغی به مساحت ۶۰۰۰۰ متر قرار دارد که اولین نهال‌های مرکبات اصلاح شده و گیاهان تزیینی نایاب در این باغ کاشته شده‌است و یکی از جالب‌ترین و متنوع‌ترین باغ‌های ایران است.

#### معماری

نمای داخلی کاخ مرمر

معماری این کاخ با زیر بنای حدود ششصد متر و اثر هنرمندان ایرانی است. بنای کاخ از سنگ مرمر سفید رگه در با ایوانی دارای ۴ ستون حجاری شده از سنگ مرمر یکپارچه‌است و در دو سوی پلکان پشت کاخ، دو مجسمه مرمرین ببر قرار گرفته‌است. در ابتدای بنا یک تالار مرکزی قرار دارد که دربهای اتاق‌های جانبی به آن باز می‌شود. تالار مرکزیِ کاخ به دو اتاق بزرگ راه دارد. سالن پذیرایی و کنفرانس با فرشی پشمی به مساحت ۸۲ متر و نیم، اثر دست هنرمندان کرمانی در این بخش پهن شده که بزرگ‌ترین فرش مجموعه است. زمینه فرش، سورمه ای رنگ است و با طرح‌هایی از ترنج و گل و بوته تزئین شده‌است. مبلمانی فرانسوی از ۲۰۰ سال قبل در این سالن قرار گرفته و گنجه‌ها و دکوری‌ها، آن را به فضایی مجلل تبدیل کرده‌اند.

#### استفاده
پس از انقلاب ۱۳۵۷، این کاخ تحت مالکیت بنیاد مستضعفان قرار گرفته و با عنوان تماشاگه خزر به صورت موزه برای عموم قابل بازدید است. آثار به نمایش درآمده در این موزه شامل مبلمان، شمعدان‌ها و بوفه‌های آنتیک، مجسمه‌های برنزی و مرمرین نفیس و تابلوهایی از هنرمندان مشهور جهان است. در محوطه جلوی کاخ درخت کاجی به بلندای ۲۳ متر وجود دارد که در سال ۱۳۹۲ خورشیدی کاشته شده‌است. این کاج به نام کاج کاشفی معروف است. ضخامت این درخت بیش نیم متراست. در حوض جلوی کاخ نیز حوض آبی رنگی وجود دارد که در آن تعدادی ماهی خاویار جهت تزیین نگهداری می‌شوند.

### کاخ موزهعاجرامسر
موزه عاج رامسر از این حیث یک موزه بی نظیر است که اولین و تنها موزه رسمی عاج در ایران و خاورمیانه به حساب می‌آید. در این موزه بازدید کنندگان شاهد آثار حاصل از هنرنمایی هنرمندان بر روی عاج فیل از سراسر ایران و حتی دنیا خواهند بود. این موزه که در مجموعه فرهنگی و تاریخی شهدای رامسر قرار دارد.
- موزه عاج رامسر اولین موزه در رابطه با هنرهای انجام شده برروی عاج فیل است، که این آثار از سراسر ایران و حتی بخش‌های مختلف جهان جمع‌آوری شده‌اند.

کاخ موزه عاج

- این موزه در ایران و حتی خاورمیانه نمونه بی نظیری است که بازدید از این موزه می‌تواند برای گردشگران ایرانی و خارجی تجربه منحصر به فردی محسوب شود.

#### تاریخچه
موزه عاج رامسر در کاخ موزه شهر رامسر قرار دارد. بر اساس شواهد و اسناد قدمت بنای موزه عاج رامسر نزدیک به ۹۰ سال است. این کاخ و باغ در شهر رامسر چندین جاذبه زیبای گردشگری شامل کاخ مرمر، موزه عاج و حمام قدیم را در خود جای داده‌است. این کاخ موزه در زمان سلطنت رضا شاه پهلوی احداث شده‌است. ساخت این کاخ از سال ۱۳۱۲ شروع و در سال ۱۳۱۶ به اتمام رسیده‌است. این کاخ در زمان محمدرضا شاه پهلوی صرفاً جنبه تفریحی داشته‌است و همان‌طور که اسناد تاریخی نشان می‌دهد در گذشته در این بنا چندین تصمیم مهم کشوری گرفته شده‌است. بعد از انقلاب تا سال ۱۳۷۹ که کاربری این کاخ تغییر پیدا کرد و به کاخ موزه تبدیل گشت، بسته بود و در سال ۱۳۹۵ کاخ تاج الملوک در مجموعه کاخ و باغ رامسر به موزه عاج اختصاص یافت.

#### معماری
موزه عاج رامسر که موزه تخصصی عاج فیل در ایران و غرب آسیا به حساب می‌آید در مجموعه کاخ موزه شهدای رامسر واقع شده‌است. این کاخ با شکوه که معماری بی نظیری نیز دارد به نام کاخ تاج الملوک یا بعبارتی به نام مادر محمد رضا شاه پهلوی نیز معروف بوده‌است. از حیث معماری این کاخ بنایی دو طبقه است و زیربنای آن ۵۷۸ متر است. در مجموعه کاخ و باغ رامسر چندین کاخ قرار دارد و بنای کاخ موزه عاج در جوار کاخ مرمر واقع شده‌است. معماری این بنا بسیار با شکوه است و سبک معماری آن نشان از معماری کاخ‌های دوره پهلوی دارد. در واقع معماری این بنا به سبک و سیاقی است که رضا شاه به آن علاقه داشته‌است، یعنی کاخی بزرگ و با شکوه که سقفی بلند و پنجره‌های متعدد دارد. در این کاخ چندین تالار نیز وجود دارد که هر کدام از آن‌ها ویژگی‌های مربوط به خود را دارند. سقف این کاخ نیز از حیث گچ بری، زیبایی و ظرافت در معماری بسیار زیبا و با شکوه است.

#### آنچه در موزه عاج رامسر به نمایش گذاشته شده‌است
در موزه عاج رامسر همان‌طور که از نام آن پیداست هنرهای مربوط به عاج فیل به نمایش درآمده است. در این موزه عاج‌هایی به چشم می‌خورد که با هنرنمایی هنرمندان سراسر ایران و حتی جهان به شکل‌های مختلف مانند صفحه شطرنج، کشتی و مجسمه‌های بسیار زیبا تبدیل شده‌اند. قریب به ۳۰۰ اثر هنری زیبا که بر روی عاج فیل انجام شده‌است، در موزه عاج رامسر نگهداری می‌گردد و به نظر می‌رسد ارزش این آثار هنری گرانبها حدود ۳۰۰ میلیارد تومان است. در این موزه علاوه بر هنرهایی در رابطه با عاج، هنرهایی که روی سایر اجزای حیوانات انجام شده نیز به چشم می‌خورد که از آن جمله می‌توان به لوسترهایی که از شاخ گوزن ساخته شده‌است، اشاره کرد.

نمای داخلی موزه

### موزه آوندهای تاریخی رامسر
بنای موزه به دوره پهلوی اول برمی‌گردد. قدمت آثار موجود در موزه تاریخی از ۳هزار سال پیش از میلاد تا دوره معاصر بوده و اشیایی چون ظروف سفالی، سنگی، چینی، سرامیک، شیشه، بلور و ظروف فلزی همچون برنز، نقره، برنج، مس و ظروف میناکاری را شامل می‌شود.
ظروف مایعات تمدن املش و مارلیک از جمله آثار شاخص این موزه به‌شمار می‌آید. چینی فرمایشی دوره قاجار، ظروف زیبای میناکاری شده و ظروف بلور اروپایی نیز از آثار منحصربه‌فردی است که در این موزه به نمایش درآمده است.
موزه آوند تاریخی مجتمع فرهنگی موزه شهدای رامسر در سال گذشته بعد از یک دوره مرمت و بازسازی در بنای آشپزخانه قدیم که در ضلع جنوبی موزه عمارت مرمر واقع شده، راه‌اندازی شده‌است.
واژه «ظرف» عربی است و به همین دلیل برای پاسداشت زبان فارسی، نام آوندهای تاریخی انتخاب شد.

### موزه مردم‌شناسی رامسر

نمای بیرونی موزه مردم‌شناسی

موزه مردم‌شناسی رامسر یکی از سه موزه خصوصی در مازندران است که مجوز رسمی ۱۰ ساله از سازمان میراث فرهنگی، صنایع دستی و گردشگری دارد. در این موزه غرفه‌هایی برای ابزار و ادوات و وسایل مردم‌شناسی که مورد استفاده مردم منطقه بوده، اختصاص یافته‌است. به جهت شباهت‌های فرهنگی که بین سه استان شمالی کشور (مازندران، گیلان، گلستان) وجود دارد، وسایل و ابزار مربوط به زندگی مردم بسیار مشابه بوده و می‌توان گفت اگرچه موزه مردم‌شناسی رامسر در نگاه اول یک موزه محلی به نظر می‌رسد اما آنچه که در آن به نمایش درآمده در حد یک موزه منطقه ای است. موزه مردم‌شناسی، محلی برای آشنایی با زندگی اقوام دیگر، مکانی برای اندیشه و تفکر و فرصتی برای آموزش و یادگیری است. موزه مردم‌شناسی رامسر تنها مکانی است که می‌تواند قسمتی از فرهنگ و تمدن گذشته مردم این منطقه را بازگو کند. موزه مردم‌شناسی رامسر به دلیل قرار گرفتن در کنار موزه‌های شناخته شده این شهر همچون کاخ مرمر و موزه عاج، یکی از پربازدیدترین موزه‌های مردم‌شناسی است.

#### تاریخچه

نمای داخلی موزه مردم‌شناسی

موزه مردم‌شناسی شمال رامسر یکی از موزه‌های غیردولتی استان مازندران است که با مجوز سازمان میراث فرهنگی، صنایع دستی و گردشگری کشور، در اسفند سال ۱۳۸۹ با کمک بخش خصوصی افتتاح گردید که به معرفی آداب و رسوم مردم رامسر و حفظ صنایع دستی و آثار گذشتگان می‌پرداخت. این موزه به معرفی نوع زندگی مردم رامسر در ۲۰۰ سال گذشته می‌پردازد. موزه مردم‌شناسی رامسر به همت جناب آقای عیسی خاتمی استاد بازنشسته جامعه‌شناسی راه اندازی شد و اموال فرهنگی آن در طی یک دوره زمانی ۳۰ ساله از (۱۳۶۰ تا ۱۳۹۰) به تدریج گرد آوری و خریداری شده‌است. این موزه شامل آثار مربوط به مردم شهرستان رامسر و نیز دیگر مناطق استان‌های مازندران و گیلان در دوره‌های قاجار و معاصر است که بعد از گذشت مدت زمان کوتاهی، به دلیل مسائل مالی و هزینه‌های مربوط به نگهداری اشیا تعطیل شد. فرماندار و شهردار وقت رامسر در سال ۱۳۹۵ به حمایت از این مجموعه پرداخت و دهکده تخصصی صنایع دستی و موزه مردم‌شناسی رامسر در پلاژ شهرداری بازگشایی شد. شعبه دوم موزه مردم‌شناسی در مکان مجتمع شهدای رامسر در فروردین ۱۳۹۶ بازگشایی شد.

موزه تاریخ طبیعی رامسر

#### معماری
در این موزه غرفه‌هایی برای بیش از ۷۰۰ قطعه انواع ابزار، اشیاء و اموال فرهنگی و وسایل مردم‌شناسی که مورد استفاده مردم منطقه و استان‌های شمالی ایران بوده، اختصاص یافته‌است. علاوه بر غرفه‌های ذکر شده، فضای داخلی، یک خانه سنتی شمالی با چیدمان کاملاً قدیمی است و وسایلی نظیر قابلمه گلی، کف گیر، ماهی شور و همچنین کوره آهنگری با دم چرمی قدیمی و دستگاه چادر شب بافی (پاچال) را در معرض دید بازدیدکنندگان قرار می‌دهد.
شعبه دوم موزه مردم‌شناسی رامسر، در بنایی ۲ طبقه با وسعت ۳۰۰ متر مربع دایر است. زمین این شعبه از سوی شهردار به مؤسس موزه اهدا شده‌است. معماری این بنا همچون خانه‌های سنتی شمال است و چیدمان آن نیز زندگی مردم بومی منطقه را یا دآوری می‌کند.

### موزه تاریخ طبیعی رامسر
موزه تاریخ طبیعی رامسر یکی دیگر از موزه‌های غیردولتی رامسر است به همت آقای اسماعیل پوررسمتی در سال ۱۳۹۶ تأسیس شد. در این موزه گونه‌های زیستی مختلف مانند صدف‌ها، سنگ‌ها، سنگواره‌ها، حشرات، پرندگان، جانوران، و گیاهان نگهداری می‌شود که برای آشنایی علاقه‌مندان به‌ویژه کودکان و نوجوانان با محیط زیست و طبیعت مکان مناسبی است.

## دریاچه و رودها
- دریاچه سد میجران
- پرونده:5c0c8fe72d7ee1abf7409da9132b8bcd.jpgدریاچه قودریاچه قو

دریاچه قو

- صفا رود که بسیار سرکش و وحشی است در هر دسته چند شاخه شده که شامل: رودخانه زکی محله، رودخانه لاکش محله، رودخانه فتوک محله، رودخانه رضی محله، رودخانه نارنج بن
- ترک رود
- نسارود
- چالکرود
- سرخانی رود
- چالدره رود
- پلنگ رود
- نمک رود
- رمک رود
- شوراب سر رود
- برشی رود
- میانحاله رود

## کوه‌ها
- سماموس کوه که با ارتفاعی بیش از ۳۶۰۰ متر بلندترین کوه رامسر می‌باشد و در تمام فصول سال پوشیده از برف است.

دشت لپاسر (سماموس)

- پرونده:دشت-لپاسر.jpgدشت لپاسر (سماموس)شیطان کوه که در فصل گرم سال، پر از گل و گیاه بوده و بسیار زیباست.
- زرود کوه که بیش از ۳ هزار متر ارتفاع دارد.
- کوه زرین پشت که جنگل بابران در آن قرار دارد و شبیه به زین اسب بوده و بسیار زیباست.
- کوه بن کوه معروف به سرخ تله که در تابستان بسیار سرسبز و دیدنی است.
- کوه سه براره که در تابستان بسیار سرسبز و محل چرای دام اهالی است.
- سیاه کند کوه که دارای مراتع سرسبز در تابستان است.
- دیلمان کوه که در جنوب غربی رامسر واقع بوده و بیش از سه هزار متر ارتفاع داشته و در تابستان بسیار سرسبز است.
- بزابن کوه با ارتفاعی بیش از ۳۳۰۰ متر که در تابستان به علت سرسبزی زیاد مورد استفاده و چرای احشام قرار می‌گیرد.
- لپاسر کوه که بیش از ۳۲۰۰ متر ارتفاع دارد و در اواخر بهار پس از ذوب برفها پر از گل و گیاه وحشی شده و بسیار دیدنی است.
- وژک کوه که در آن آثار باستانی فراوانی موجود بوده و هست.
- خشچال کوه که بیش از سه هزار متر از سطح دریا ارتفاع داشته و در اواخر بهار و تابستان بسیار دیدنی و سرسبز است.

## آبشارها

آبشار آزارک

بازار قدیم (ترشیجات)

- آبشار آزارکآبشار صفارود
- آبشار ایج
- آبشار سیاسرت
- آبشار آزارک
- آبشار احسینه
- آبشار هیسیان
- آبشار چاردره
- آبشار راشمه دره
- آبشار خشکا

## مراکز خرید
- بازار قدیم
- باراز جدید رامسر (سه شنبه)
- بازار سادات شهر (چهارشنبه)
- بازار کتالم (دوشنبه)
- بازار ماهی فروشان (لپاسرک) و (بین دو پل)

شهربازی سرزمین رؤیاها

- بازار صنایع دستی
- مرکز خرید آرامش
- مرکز خرید آفرینش
- مرکز خرید نگین
- مرکز خرید ابریشم

## شهربازی
- شهربازی توسکاسرا
- شهر بازی سرزمین رؤیاها

## سینما
- سینما تئاتر رامسر
- سینما هتل بزرگ رامسر
- سینما برج آرامش رامسر

## اماکن اقامتی

هتل پارسیان

- پرونده:9301.jpegهتل پارسیانهتل پارسیان آزادی
- هتل بزرگ ملکشاه
- هتل بام
- هتل کیمیا
- هتل لیدو
- هتل اسکان
- هتل آپارتمان کوثر
- هتل آپارتمان ترنج متین
- هتل آپارتمان نیستان
- هتل آپارتمان لیان
- هتل آپارتمان رؤیای شیرین
- هتل آپارتمان کارن

## مراکز درمانی

### بیمارستان
- پرونده:6278935 117.jpgبیمارستان امام سجادبیمارستان امام سجاد رامسر
- بیمارستان احمدنژاد کتالم

بیمارستان امام سجاد

- کلینیک تخصصی رامسر (واقع در بیماستان سجاد)

کلینیک تخصصی

دانشگاه آزاد رامسر

دانشکده پرستاری رامسر

## مراکز آموزشی
رامسر دارای چندین دانشگاه و مراکز آموزش عالی می‌باشد و به تدریج تبدیل به شهری دانشجویی شده‌است:
- دانشگاه علوم پزشکی و خدمات بهداشتی درمانی مازندران شعبهٔ بین‌المللی رامسر
- دانشگاه آزاد واحد رامسر (پایگاه اینترنتی)
- دانشگاه پیام نور رامسر
- دانشکده پرستاری و مامایی دانشگاه علوم پزشکی و خدمات بهداشتی درمانی بابل (واحد رامسر)
- مؤسسه غیرانتفاعی رحمان رامسر
- مؤسسه آموزش عالی کسری رامسر
- دانشکده فنی و حرفه‌ای ملاصدرا رامسر پایگاه اینترنتی
- دانشگاه صنعتی میرزا کوچک خان رامسر

## حمل و نقل

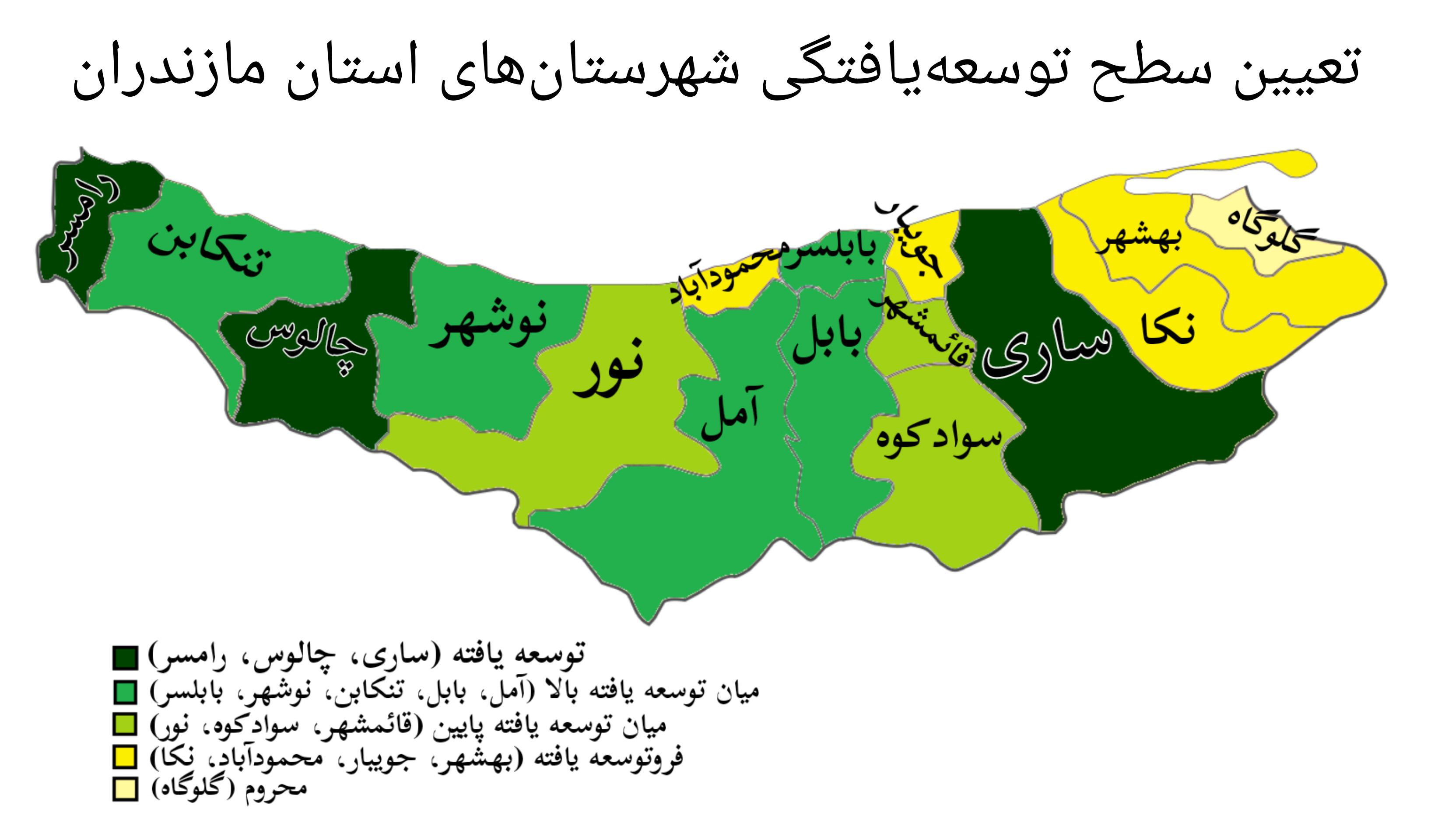
سطع توسعه یافتگی

رامسر به همراه ساری و چالوس جزء شهرستان‌هایی محسوب می‌شوند که بالاترین سطح توسعه‌یافتگی را در بین شهرستان‌های استان و به خصوص شهرستان‌های نیمه شرقی استان دارند.

### فرودگاه
فرودگاه رامسر (یاتا: RZR، ایکائو: OINR) رامسر یکی از شهرستان‌های محبوب در مازندران در دوران پهلوی بود و فرودگاه برای خدمت به جهانگردان در رامسر ساخته شد.

در مسیر هوایی دارای ۶ پرواز در طول هفته به تهران، مشهد، کیش و اصفهان می‌باشد.

فرودگاه رامسر

در حال حاضر فرودگاه برای پروازهای خصوصی و ورزش در کنار سواحل دریای مازندران کایت موتوردار و .. استفاده می‌شود. روزانه دو یا سه پرواز مسافربری با ظرفیت حدود ۶۰–۷۰ نفر به صورت رفت برگشت از رامسر به تهران انجام می‌شود. در روزهای دوشنبه و جمعه پرواز رامسر- مشهد - رامسر برقرار است.
در سال ۱۳۰۹ محل فعلی فرودگاه با ورودی به بلوار معلم (کازینو) توسط آلمانی‌ها شناسایی و موردمطالعه قرار گرفت و در سال ۱۳۳۱ مورد بهره‌برداری قرار گرفت. در ابتدا از فرودگاه رامسر بعنوان یک فرودگاه تشریفاتی استفاده شد و پذیرای هواپیماهای ویژه خاندان سلطنتی، مهمانان ویژه وسپس مسافرین خارجی بود اما پس از انقلاب مورد استفاده عمومی مردم قرار گرفت و با روند افزایشی پروازی هم‌اکنون روزانه چندین پرواز مسافربری دارد. در ماه‌های مختلف سال تعداد پرواز متفاوت بوده و در ایام خاص (برای مثال تعطیلات نوروز و …) تعداد پروازها با صورت فوق‌العاده افزایش یافته و حتی ۱۶ پرواز رفت و برگشت روزانه نیز انجام شده‌است. باند جدید این فرودگاه در خرداد ۹۹ افتتاح شد، هم‌اکنون امکان نشست و برخاست هواپیماهای بویینگ، فوکر، ام دی و ایرباس وجود دارد.
| شرکت هواپیمایی | مقصدهای پروازی |
| -------------- | -------------- |
| ایران ایر      | تهران، اصفهان  |
| کیش ایر        | کیش            |
| آسمان          | مشهد           |

## ورزش

### فوتبال
تیم فوتبال شهروند رامسر در لیگ دسته سوم ایران بازی می‌کند.

### والیبال
باشگاه والیبال هورسان رامسر یک باشگاه والیبال ایرانی است که در سال ۱۳۸۶ تأسیس شده‌است.

بازیکنان

هورسان توانست در فصل ۹۸–۹۹ به لیگ برتر والیبال ایران صعود کند. سالن ورزشی شهید صدر سالن اختصاصی این تیم می‌باشد که با گنجایش ۸۰۰ نفر در ساداتشهر رامسر واقع شده‌است. بهرام گلعلی مدیر عامل باشگاه هورسان رامسر می‌باشد.

### والیبال ساحلی
باشگاه والیبال ساحلی هورسان رامسر در لیگ برتر والیبال ساحلی ایران بازی می‌کند.

## سالن‌های ورزشی بزرگ

اردوگاه چمران

- سادات شهر (زمین فوتبال-چمن)
- پرونده:Unnamed1234.jpgاردوگاه چمرانسالن بانوان پروین اعتصامی
- سالن مازن سلامت
- سالن میرزا علیخانی
- سالن صدر
- مجموعه امام رضا
- اردوگاه چمران
- سالن تختی
- اردوگاه میرزا کوچک خان
- سالن خلعتبری
- سالن محمود بالابلندی

## اقتصاد
رامسر یک شهر گردشگری است به علت طبیعت زیبای رامسر سالانه گردشگران زیادی به این شهر میروند

## اماکن مذهبی

### مسجد میر عبدالباقی
این مسجد در آخوند محله رامسر قرار گرفته‌است و متجاوز از یکصد و هفتاد سال از بنای اولیه آن می‌گذرد، گرچه مسجد یاد شده از اواخر قرن سیزدهم به مسجد میر عبدالباقی شهرت یافته‌است، اما بنای اولیه آن بدست پدرش مرحوم آقا سید محمد هادی بن آقا میر محمد رضا انجام گرفت.

### مسجد امام حسن مجتبی
این مسجدی کوچک و قدیمی در رامسر و در غرب مسجد میر عبدالباقی درآخوند محله قرار دارد. این مسجد در کنار نهر فتوک است و دیوار غربی آن متصل به محوطه آقای حاج محمد شیخ الاسلامی و دیوار جنوبی خانه مرحوم سید احمد شیخ الاسلامی می‌باشد.

### مسجد نارنج بن
این مسجد که امروزه به مسجد صاحب الزمان شهرت دارد، قدمت نخستین بنای آن حدوداً به صد و پنجاه سال قبل می‌رسد و بنیانگذار آن مرحوم حاج رجبعلی نارنج بنی بود.

### مسجد آقا میر ابوطالب ساداتشهر
این مسجد در جنوب شرقی بقعه آقا پلاسید، در فاصله چند متری قرار گرفته و مسجدی است قدیمی که تجدید بنای آن به دست آقا میر ابوطالب بن سید رضا و با مساعدت مردم، حدوداً در سال ۱۳۰۰ انجام گرفت.

مسجد آدینه جواهرده

### مسجد آدینه جواهرده
این مسجد از مسجدهای معروف و بسیار مردمی رامسر است که در جواهرده قرار دارد که مردم از نقاط دور و نزدیک برای نذری و کارهای دیگر پای به آین مکان مذهبی می‌گذارند و بسیاری معتقدند و دیده‌اند که هر پنجشنبه و جمعه نوری از شرق به صورت شهاب به این مکان فرود می‌آید و در آن آرام می‌گیرد که یکی از عجایب یا شاید یکی از الطاف خداوند باشد. (البته هم‌اکنون بنای قدیمی مسجد به دلیل عوامل طبیعی و عوامل دیگر از بین رفته‌است و با همت مردم شریف رامسر دوباره بنا گردیده‌است)

### سجد بی بی سکینه آباجی
مسجدی است با شکوه و بزرگ که در ضلع غربی میدان جواهرده می‌باشد و بنای آن از سنگ و گل و چوب است و قبلاً لت پوش بود اما بعدها مبدل به شیروانی حلبی گردید. تاریخ بنای این مسجد به حساب جمل در مصراع زیبای زیر که با خطی زیبا در سرکش شرقی روبروی پنجره بزرگ نوشته شده بود آمده‌است: تاریخ این بنا در سال ۱۲۹۷ است.

### مسجد دارالوداع
مسجدی است در غرب جواهرده رامسر و کمی بالاتر از اوشیانسر که در دامنه کوه و در کنار راه، در زمینی شیب دار قرار گرفته‌است. پیش از آن که در این موضع مسجد بنا شود، تخته سنگی نسبتاً بزرگ در آنجا بود که شبها چراغی روشن روی آن می‌نهادند و یقیناً این عمل به خاطر اعتقاد مردم به این مکان بود و نظایر آن در گوشه و کنار سواحل جنوبی دریای خزر فراوان به چشم می‌خورد.
اسامی تعدادی از بقاع‌های متبرکه
- سید ابوالقاسم – دریا پشته
- سید محمد – طالش محله فتوک
- آقا جان قلی بیک – تنگدره
- سید ابوالحسن – توساسان
- سید علی علوی – زینبیه
- سید اسماعیل – رمک
- سید محمد – پتک
- سید تراب – رمک
- سیده فاطمه آبجی – کرکت محله
- سیده فاطمه – طالش محله فتوک
- سید خرم کیا – تنگدره
- سید محمد – اشکنه کوه
- سید محمد – لمتر
- سید حسین – لپاسر
- بی بی سکینه – رمک
- سیده فاطمه – پتک
- سیده فاطمه – شاهمنصور محله
- سید محمدباقر – میانلات
- سید محمد – گاو رمک
- سید فضل و فاضل – جواهرده، زرودک

## شهرهای خواهر خوانده
- پوئرتو مونتت، شیلی (از نهم بهمن ۱۳۸۷)
- الوکره، قطر (از بیست و چهارم خرداد ۱۳۸۹)
- شیراز، ایران (از بیستم دی ۱۳۹۱)